# Turpinia simplicifolia
Turpinia simplicifolia là một loài thực vật có hoa trong họ Staphyleaceae. Loài này được Merr. miêu tả khoa học đầu tiên năm 1925.